# (14583) Lester
(14583) Lester (1998 RN61) – planetoida z pasa głównego asteroid okrążająca Słońce w ciągu 4,13 lat w średniej odległości 2,57 j.a. Odkryta 14 września 1998 roku.